# Brachygobius nunus
Brachygobius nunus är en fiskart som först beskrevs av Hamilton 1822.  Brachygobius nunus ingår i släktet Brachygobius och familjen smörbultsfiskar. Inga underarter finns listade.